# ویلیام مونفروا
ویلیام مونفروا (انگلیسی: William of Montferrat, Count of Jaffa and Ascalon؛ ۱ ژانویهٔ ۱۱۵۰ – ۱ ژانویهٔ ۱۱۷۷) کنت یافا و اشکلون و همسر اول سیبلا بود.